# Нам Тхе Хі
Нам Тхе Хі  (кор. 남 태희, 3 липня 1991) — південнокорейський футболіст, олімпійський медаліст.

## Виступи на Олімпіадах
| Олімпіада   | Дисципліна | Місце |
| ----------- | ---------- | ----- |
| Лондон 2012 | футбол     | 3     |

## Інші досягнення
- Чемпіон Катару (7):

«Ад-Духаїль»: 2011-12, 2013-14, 2014-15, 2016-17, 2017-18, 2022-23
«Ас-Садд»: 2020-21
- Володар Кубка Еміра Катару (5):

«Ад-Духаїль»: 2016, 2018, 2022
«Ас-Садд»: 2020, 2021
- Володар Кубка наслідного принца Катару (6):

«Ад-Духаїль»: 2013, 2015, 2018, 2023
«Ас-Садд»: 2020, 2021
- Володар Кубка шейха Яссіма (3):

«Ад-Духаїль»: 2015, 2016
«Ас-Садд»: 2019
- Володар Кубка зірок Катару (2):

«Ас-Садд»: 2019-20
«Ад-Духаїль»: 2022-23
- Фіналіст Кубка Азії з футболу (1):

Південна Корея: 2015

## Зовнішні посилання
- Досьє на sport.references.com
- Профіль гравця на soccerway